# Constantin Alexander Scharff
Constantin Alexander Scharff (* 30. März 1816 in Frankfurt am Main; † 18. Februar 1900 ebenda) war ein deutscher Kaufmann und Politiker.

## Familie
Scharff entstammte einer Familie von Kaufleuten, die ursprünglich aus Böhmen eingewandert und seit 1700 als Bürger in Frankfurt am Main ansässig waren. Sein Vater war der Kaufmann Gottfried Scharff (1782–1855), seine Mutter Maria Victoria Auguste (Doris) geborene Wagner (1788–1819). Er heiratete Marianne Amalie, genannt Victoire Majer(-Gontard) (1817–1864). Aus der Ehe gingen die Söhne
Bernhard Julius (1859–1936) und Gottfried Friedrich (1845–1918) hervor.

## Leben
Scharff besuchte die Musterschule und das Frankfurter Gymnasium. Danach machte er eine kaufmännische Lehre bei „Bernus & Co.“ in Frankfurt am Main und war als Kaufmann in Paris und Leeds tätig. Ab 1839 war er Teilhaber der Seidenwarenfirma „Alexander Gontard & Sohn“. Von 1846 bis 1848 wirkte er als Vorstandsmitglied der Frankfurter Sparkasse (Polytechnischen Gesellschaft). Seit 1854 war er Mitglied im Höheren Bankausschuss der ebenfalls 1854 gegründeten Frankfurter Bank. Von 1872 bis 1889 war er Präsident der Frankfurter Bank. Ab 1858 war er Mitglied und in den Jahren 1874 bis 1895 Vorsitzender des Aufsichtsrats der Frankfurter Aktiengesellschaft für landwirtschaftliche chemische Fabrikate, seit 1862 „Chemische Fabrik Griesheim-Elektron“. Er wurde Vorsitzender des 1869 gegründeten „Comités zur Herstellung der Vogelsberger Quellwasserleitung“, der späteren „Frankfurter Quellwasserleitungs-Gesellschaft“.
Zwischen 1879 und 1885 war er preußischer Handelsrichter und von 1888 bis 1897 Vorsitzender und stellvertretender Vorsitzender der Frankfurter Gasgesellschaft. 1892 schied er aus der Firma „Alexander Gontrad & Sohn“ aus und trat in den Ruhestand. Er war stiller Teilhaber und Prokurist an der von seinen Söhnen Gottfried Friedrich Scharff und Bernhard Julius Scharff gegründeten Firma „Gebrüder Scharff“.
Von 1854 bis 1861 war er Mitglied der Handelskammer Frankfurt und dort von 1858 bis 1861 Senior, also Kammerpräsident.

## Politik
1848 wurde er als „Weißfederbusch“ zum Wachdienst verpflichtet. 1850, 1852, 1857 und von 1860 bis 1866 war er Mitglied des Gesetzgebenden Körpers der Freien Stadt Frankfurt. Von 1862 bis zum Ende der Freien Stadt 1866 war er Mitglied der Ständigen Bürgerrepräsentation der Freien Stadt Frankfurt. Nach der Annexion der Freien Stadt Frankfurt durch Preußen war er 1866/1867 Deputierter der Gesetzgebenden Versammlung an den Regressverhandlungen mit Preußen in Berlin. Nach 1866 wirkte er als Mitglied und bei der Reichstagswahl 1878 Wahlkandidat der Nationalliberalen Partei.
Er wurde mit dem Kronenorden IV. Klasse und dem Titel eines Geheimen Kommerzienrat ausgezeichnet.